# برينت بيتروس
برينت بيتروس (بالإنجليزية: Brent Petrus)‏ هو لاعب كرة قدم أمريكية أمريكي، ولد في 30 مارس 1975.

## وصلات خارجية
- برينت بيتروس على موقع كلية كرة السلة في سبورتس رفرنس.كوم (الإنجليزية)
- برينت بيتروس على موقع JustSportsStats.com (الإنجليزية)
- برينت بيتروس على موقع كلية كرة القدم في سبورتس رفرنس.كوم (الإنجليزية)